# Kożuun barun-chiemczycki
Kużuun barun-chiemczycki (ros. Барун-Хемчикский кожуун) – kożuun (jednostka podziału administracyjnego w Tuwie, odpowiadająca rejonowi w innych częściach Rosji) w zachodniej części autonomicznej rosyjskiej republiki Tuwy.
Kużuun barun-chiemczycki zamieszkuje 12.126 mieszkańców (1 stycznia 2006 r.); całość populacji stanowi ludność wiejska, gdyż na tym obszarze nie ma miast
Ośrodkiem administracyjnym tej jednostki podziału terytorialnego jest osiedle typu miejskiego Kyzył-Mażałyk, liczące ok. 5,9 tys. mieszkańców (2002 r.).